# Turánská kletba
Turánská kletba (Turáni átok) je přesvědčení rozšířené mezi Maďary, že dějiny maďarského národa jsou po staletí ovlivňovány kletbou. Je metaforou pro maďarský národní pesimismus (v Maďarsku je dlouhodobě neobvykle vysoká míra sebevražd).
Starobylá kletba podle legendy ovlivňuje osobní život Maďarů a způsobila různé nešťastné události maďarské historie (drtivá porážka v bitvě u Mohi proti Mongolům, bitva u Moháče, která velkou část Uher vydala pod vládu Osmanské říše, krvavě potlačená maďarská revoluce 1848–1849, Trianonská smlouva, v níž Maďarsko ztratilo většinu území historických Uher, tragické maďarské povstání v roce 1956).
O původu kletby existuje několik verzí, podle nejpopulárnější z nich Maďary prokleli pohanští kněží po pokřesťanštění Maďarska v roce 1000.
Kletba se nazývá „turánskou“ podle Turánských stepí, z nichž podle obecného přesvědčení 18. století maďarský národ pocházel. 
Jde o oblíbené téma maďarské literatury, zpracoval ji např. básník Mihály Vörösmarty v básni Az átok (Kletba, 1832).